# Mortifer
Mortifer war eine russische Thrash-Metal-Band aus Kostroma, die im Jahr 1988 gegründet wurde und sich 2008 wieder auflöste.

## Geschichte
Die Band wurde im Juli 1988 von Gitarrist und Sänger Sergei Nowikow und Schlagzeuger Anatoli Tschebotar unter dem Namen Knjas Serebrjany („Der Silberritter“) gegründet. Bereits zwei Jahren vorher hielten sie zusammen einige Konzerte ab, auf denen sie Popsongs und einige Coverversionen von AC/DC und Alice Cooper spielten. Als Bassist stieß Alexander Kamenschtschikow kurze Zeit später zur Band. Auf dem ersten Demo war Waleri Mutschi als zweiter Gitarrist zu hören, jedoch verließ er die Band ein halbes Jahr später wieder. Zudem spielten sie die ersten Konzerte, auf denen sie hauptsächlich Coverversionen von Savatage, Dio, Loudness, Ozzy Osbourne und Saxon spielten. Auch spielten sie eigene Lieder, deren Texte alle auf Russisch waren.
Im Jahr 1991 änderte die Band ihren Stil: Die Texte waren nun nur noch auf Englisch und sie spielten nun aggressiven Thrash Metal. Das neue Material nahmen sie im Jahr 1992 auf. Das Material wurde erneut aufgenommen und auf dem Debütalbum Euthanasia im Jahr 1993 über Death City Records veröffentlicht. In ihrer weiteren Karriere trat die Band zusammen mit anderen Bands wie Hellraiser, Black Obelisk, Korrosija Metalla, Trizna, Abadonna, Exhumator und Tornado zwischen Russland und Belarus auf. Zu dieser Zeit nahm die Band neues Material auf, das als Mikrokassette unter dem Namen Blind Faith veröffentlicht wurde.
Von den Jahren 1995 bis 1999 spielte die Band nur wenige Konzerte, da sich die Bandmitglieder um ihre Familien kümmerten. Im Februar 2000 wurde das nächste Album If Tomorrow Comes über MetalAgen veröffentlicht. Am 5. März 2000 spielte die Band für Kreator in Moskau. Währenddessen veröffentlichte Sergei Nowikow über sein Soloprojekt X-Factor einen Tonträger. Die Texte waren auf Russisch und wurden in den Jahren 1988 und 1989 geschrieben. Das Album enthielt außerdem drei Coverversionen: Fly Away (Mad Max), Breaking the Law (Judas Priest) und Belladonna (UFO). Sergei Nowikow spielte dabei alle Instrumente, wobei er für das Schlagzeug einen Drumcomputer verwendete. Im Jahr 2000 kam mit Konstantin Kamenschikov, jüngerer Bruder des Bassisten Alexander Kamenschtschikow, ein neuer Schlagzeuger zur Band. Als zweiter Gitarrist kam Alexander Kukin zur Band. Im Mai 2001 spielte die Band mit Gods Tower, Nordream, T.H.R.O.N. und Izakaron auf dem MetalAgen Festival ihres damaligen Labels MetalAgen, bei dem später u. a. Arbitrator unter Vertrag standen.
Im Jahr 2002 nahm die Band das Album Blind Faith auf und veröffentlichte es noch im selben Jahr. Außerdem trat die Band zusammen mit Sodom in Moskau auf. Außerdem begannen sie mit den Arbeiten für das nächste Album namens Total Darkness. Am 29. September 2003 eröffnete die Band zusammen mit Mind Eclipse ein Konzert von Pungent Stench. Am 26. Oktober 2003 trat die Band auf dem Thrash Metal Festival zusammen mit Manic Depression, Stalwart, Diversia und Factura in Moskau auf.
Von Februar bis Mitte April 2004 nahm die Band das Album Total Darkness in Sergei Nowikows Studio namens SPN Studio auf. Im Dezember 2004 wurde das Album über CD-Maximum veröffentlicht. Das Album enthielt außerdem vier Coverversionen von Black Sabbath, Deep Purple, AC/DC und The Beatles als Bonus. Kurz nach der Fertigstellung von Total Darkness arbeitete die Band am nächsten Album.
Im Februar 2006 wurde das Album Cybernized über Mystic Empire Records veröffentlicht. Im Januar 2007 unterschrieb die Band einen Vertrag bei Metalism Records für eine Wiederveröffentlichung des Albums Euthanasia. Im Jahr 2008 löste sich die Band auf.

## Stil
Die Band spielt klassischen Thrash Metal und wird dabei mit Bands wie Kreator und Sodom verglichen.

## Diskografie
- 1990: Белая Смерть (White Death) (Demo, Eigenveröffentlichung)
- 1991: Бессмысленная Война (Senseless War) (Demo, Eigenveröffentlichung)
- 1992: Power And Might (Demo, Eigenveröffentlichung)
- 1993: Euthanasia (Demo, Eigenveröffentlichung)
- 1993: Euthanasia (Album, Death City Records)
- 2000: If Tomorrow Comes (Album, MetalAgen)
- 2002: Blind Faith (Album, Союз Records)
- 2004: Total Darkness (Album, Союз Records)
- 2006: Cybernized (Album, Mystic Empire Records)